# Шорохов, Евгений Александрович
Евге́ний Алекса́ндрович Шо́рохов (род. 24 августа 1974) — киргизский легкоатлет, специалист по барьерному бегу. Выступал за сборную Киргизии по лёгкой атлетике в 1990-х годах, победитель и призёр первенств республиканского значения, действующий рекордсмен страны в барьерном беге на 110 и 60 метров, участник летних Олимпийских игр в Атланте. Мастер спорта Кыргызской Республики.

## Биография
Евгений Шорохов родился 24 августа 1974 года.
В 1994 году выполнил норматив мастера спорта Кыргызской Республики по лёгкой атлетике.
Впервые заявил о себе на международном уровне в сезоне 1995 года, когда вошёл в состав киргизской сборной и выступил на чемпионате мира в помещении в Барселоне — на предварительном квалификационном этапе бега на 60 метров с барьерами установил ныне действующий рекорд Кыргызстана — 8,10, но в финал не вышел. Будучи студентом, представлял Киргизию на Всемирной Универсиаде в Фукуоке — в беге на 110 метров с барьерами показал время 14,79, чего оказалось недостаточно для выхода в четвертьфинальную стадию соревнований.
В мае 1996 года в 110-метровом барьерном беге одержал победу на Мемориале Гусмана Косанова в Алма-Ате, установив при этом ныне действующий рекорд Киргизии в данной дисциплине — 14,08. Благодаря череде удачных выступлений удостоился права защищать честь страны на летних Олимпийских играх в Атланте — в программе бега на 110 метров с барьерами показал результат 14,29, не сумев преодолеть предварительный квалификационный этап.
В 1998 году в беге на 60 метров с барьерами выиграл бронзовую медаль на всероссийском студенческом первенстве в помещении в Екатеринбурге, отметился выступлением на зимнем чемпионате России в Москве. Позднее занял четвёртое место в беге на 400 метров на Мемориале Гусмана Косанова в Алма-Ате. По окончании сезона завершил спортивную карьеру.